# Yakovlev Yak-141
Yakovlev Yak-141 (tên ký hiệu của NATO Freestyle) là một máy bay tiêm kích siêu âm VTOL được Liên Xô phát triển vào cuối thập niên 1980 nhằm tiếp nối cho chiếc Yak-38

## Thiết kế và phát triển
Yak-141 (một mẫu thử nghiệm phát triển của Yak-41), cũng giống như mẫu thử nghiệm trong thập niên 1960 Dassault Mirage Balzac/Mirage VIIIV, là một sự cố gắng để chế tạo một máy bay siêu âm với khả năng VTOL (cất hạ cánh thẳng đứng). Phiên bản siêu âm Hawker-Siddeley P.1154 được phát triển từ dự án Hawker Siddeley Harrier của Anh đã bị hủy bỏ là một phần của việc cắt giảm phòng thủ quy mô lớn trong thập niên 1960 trước khi mẫu thử nghiệm có thể được chế tạo.
Yak-141 được tăng thêm khả năng VTOL với một sự kết hợp lực nâng và động cơ, giống như là Balzac và thiết kế VTOL ban đầu của Yakovlev. 2 động cơ phản lực nâng được đặt ở 2 bên của buồng lái. 2 động cơ này chỉ đóng góp chức năng của nó khi cất cánh và bay ngang. Động cơ chính được đặt ở trong vùng thân máy bay phía sau, với một vòi phun và một hệ thống đốt nhiên liệu lần 2 có thể xoay được. Để cất cánh và bay lơ lửng, máy bay sẽ phun các luồng khí theo hướng đi xuống tạo góc 90° với mặt đất, cả ba động cơ sẽ cùng thực hiện thao tác này. Để đạt được đủ sức mạnh cho việc cất cánh thẳng đứng, động cơ sẽ phải đốt nhiên liệu lần 2.
Yak-141M được cho là bay với tốc độ Mach 1.7, nhưng nó không bao giờ có thể bay với vận tốc siêu âm, và được khẳng định là có khả năng thao diễn tương đương với MiG-29 'Fulcrum'. Nó được thiết kế cho Hải quân Xô viết (VMS), không phải cho Không quân Xô viết (VVF), cũng giống như nguyên bản Yak-41.
Yak-141 là máy bay siêu âm đầu tiên trên thế giới có thể thực hiện thao tác STOVL (cất cánh ngắn/hạ cánh thẳng đứng). Động cơ chính là loại R-79 với lực đẩy 15.500 kg và 2 động cơ phụ là loại RD-41 lực đẩy 4.100 kg. Động cơ của máy bay có thể nâng máy bay với khối lượng lên tới 15.800 kg. Ngoài ra, Yak-141 còn có thể cất cánh trên đường băng ngắn (60–120 m) với trọng lượng lên tới 19.500 kg.

## Hoạt động
Chương trình được bắt đầu vào năm 1975 với tên gọi Yak-141, một phát triển của Yak-38. Chuyến bay truyền thống của Yak-41 được diễn ra vào ngày 9 tháng 3, 1987, và chuyến bay lơ lửng diễn ra vào ngày 29 tháng 12, 1989. Tên gọi Yak-41M được chấp nhận vào khoảng năm 1991 để mang lại một sự thay đổi tới một cấu hình máy bay đa vai trò.
Vào tháng 8 năm 1991, chương trình đã bị dừng lại do ngân sách quân đội bị cắt. Phòng thiết kế Yakovlev đã nỗ lực để làm dự án hồi sinh, kể cả đề nghị một phiên bản tiên tiến được biết đến như Yak-43, nhưng vẫn không tìm được sự quan tâm từ quân đội.
Yak-43 là một sự phát triển được đề nghị của Yak-41M 'Freehand', nó được trang bị động cơ Kuznetsov NK-321.

## Lịch sử phát triển

Yak-141 trên boong tuần dương hạm Baku

- Ram-T - Tên gọi chỉ định tạm thời của NATO cho Yak-41M.
- Yak-41 - Hình dạng thử nghiệm lựa chọn các cấu hình khác nhau.
- Yak-41 - Thiết kế đánh chặn gốc. [Izdelye 48]
- Yak-41M - Phiên bản sản xuất trong kế hoạch thêm vào khả năng chống tàu. 2 mẫu thử nghiệm được chế tạo. [Izdelye 48M]
- Yak-41U - Phiên bản huấn luyện 2 chỗ - mẫu thử nghiệm không hoàn thành.
- Yak-43 - Phiên bản dự án STOL tiên tiến - thiết kế cho VVS. Động cơ Samara NK-321 được lấy từ máy bay ném bom Tu-160 + 2 động cơ phụ RD-41. Cánh hình thang, thân máy bay được làm dài hơn tăng khả năng mang nhiên liệu và khoang chứa vũ khí. Radar sử dụng phiên bản ít chức năng. [Izdelye 201]
- Yak-141 - Tên gọi của Yak-41M cho các chuyến bay phá vỡ kỷ lục. Sau này được sử dụng như tên gọi xuất khẩu cho Yak-41M.
- Yak-141M - Tên gọi cho phiên bản xuất khẩu trong kế hoạch của Yak-41M. Tăng thêm trọng lượng STO lên đến 21.500 kg (47.399 lb). Cải tiến hệ thống vô tuyến điện tử.

## Các kỷ lục của Yak-141
Yak-141 đã lập được nhiều kỷ lục bay vào năm 1991, máy bay do phi công A.A. Sinitsin điều khiển.
| Ngày/Tháng/Năm      | Kỷ lục                                                             |
| ------------------- | ------------------------------------------------------------------ |
|                     |                                                                    |
| 11 tháng 4 năm 1991 | Bay lên độ cao 12.000 m trong 116.15 giây                          |
| 11 tháng 4 năm 1991 | Bay lên độ cao 12.000 m với trọng lượng 1.000 kg trong 116.50 giây |
| 12 tháng 4 năm 1991 | Bay lên độ cao 3.000 m với trọng lượng 1.000 kg trong 62.41 giây   |
| 12 tháng 4 năm 1991 | Bay lên độ cao 6.000 m với trọng lượng 1.000 kg trong 74.37 giây   |
| 12 tháng 4 năm 1991 | Bay lên độ cao 9.000 m với trọng lượng 1.000 kg trong 89.09 giây   |
| 24 tháng 4 năm 1991 | Mang tối đa trọng lượng tải là 2.507 kg lên cao 2.000 m            |
| 25 tháng 4 năm 1991 | Độ cao tối đa với 1.000 kg là 13.115 m                             |
| 25 tháng 4 năm 1991 | Độ cao tối đa với 2.000 kg là 13.115 m                             |
| 25 tháng 4 năm 1991 | Bay lên độ cao 3.000 m với trọng lượng 2.000 kg trong 68.82 giây   |
| 25 tháng 4 năm 1991 | Bay lên độ cao 6.000 m với trọng lượng 2.000 kg trong 88.88 giây   |
| 25 tháng 4 năm 1991 | Bay lên độ cao 9.000 m với trọng lượng 2.000 kg trong 110.10 giây  |
| 25 tháng 4 năm 1991 | Bay lên độ cao 12.000 m với trọng lượng 2.000 kg trong 130.64 giây |

## Thông số kỹ thuật (Yak-141)

### Đặc điểm riêng
- Phi đoàn: 1
- Chiều dài: 18.30 m (60 ft 0 in)
- Sải cánh: 13.97 m (45 ft 10 in)
- Chiều cao: 5.00 m (16 ft 5 in)
- Diện tích : 31.7 m² (341 ft²)
- Trọng lượng rỗng: 11 650 kg (25.680 lb)
- Trọng lượng cất cánh: n/a
- Trọng lượng cất cánh tối đa: 19 500 kg (43.000 lb)
- Động cơ:
  - 1× MNPK Soyuz R-79V-300, 108 kN (24.300 lbf)
  - 2x RKBM RD-41 lực đẩy 42 kN (9.300 lbf) mỗi chiếc

### Hiệu suất bay
- Vận tốc cực đại: Mach 1.7
- Tầm bay: 1400 km (870 miles)
- Trần bay: 15 500 m (50.850 ft)
- Vận tốc lên cao: 250 m/s
- Lực nâng của cánh: n/a
- Lực đẩy/trọng lượng: n/a

### Vũ khí
- 1 x pháo 30 mm GSh-30-1, 150 viên đạn
- Tên lửa không đối không: AA-10 Alamo, AA-11 Archer, AA-12 Adder
- Tên lửa chống hạm: Kh-35
- Tên lửa chống bức xạ: Kh-31
- Bom
- Rocket không điều khiển

## Nội dung liên quan

### Máy bay có cùng sự phát triển
Yak-36 -
Yak-38

### Máy bay có tính năng tương đương
- F-35 Lightning II
- AV-8B Harrier II Plus
- Hawker Siddeley P.1154